# آرامگاه شیخ برخ اسود
 بقعه شیخ برخ الاسود  (قشم) واقع در روستای کوشه در بخش شهاب از توابع شهرستان قشم و از نقاط دیدنی استان هرمزگان در جنوب ایران است.
این بقعه در در کنار مسجد کهن‌سال روستا واقع شده‌است. بر اساس کتیبه موجود در این مسجد، این بنای تاریخی در حدود سال ۲۴۴ هجری قمری ساخته شده و در سال ۷۳۷ هجری قمری، بعد از وقوع زلزله، به امر یکی از شاه‌زادگان جزیره هرمز یا لارستان مرمت شده‌است.
این بقعه از سنگ لاشه و ملاط و اندود ساروج و گچ بنا شده‌است. درون آن از نظر تزیینات بدنه‌ها به صورت تاق نماسازی و سپس بخش بلند زیر پاکار گنبد آن که به سه دوره تقسیم می‌شود، شباهت بسیاری به تزیینات و تاق نماسازی‌های ساده و کولی در بقعه بی‌بی مریم قشم دارد.

## منبع
- زنده دل، دستیاران، حسن. (مجموعه کتابهای راهنمای جامع ایرانگردی استان هرمزکان)  ج۱. چاپ وانتشار سال ۱۹۹۸ میلادی.